# Paolo Mozzini
Paolo Mozzini (Reggio nell'Emilia, 21 novembre 1975) è un ex calciatore italiano, di ruolo difensore.

## Carriera
È stato nella rosa della Reggiana in tutte le tre stagioni in cui la squadra è stata in massima serie: nessuna presenza nel 1993-1994, 8 gettoni nel 1994-1995 ed una presenza nel 1996-1997.

## Palmarès

### Club

#### Competizioni nazionali
- Serie B: 1

Reggiana: 1992-1993
- Coppa Italia Serie C: 1

Como: 1996-1997